# Øyer
Øyer (eller Tingberg) är en tätort och kyrkby som utgör centralort i Øyers kommun i Innlandet fylke i Norge. Orten ligger i Gudbrandsdalen, vid Europaväg 6, Dovrebanan och älven Gudbrandsdalslågen. Här finns Øyers kyrka.

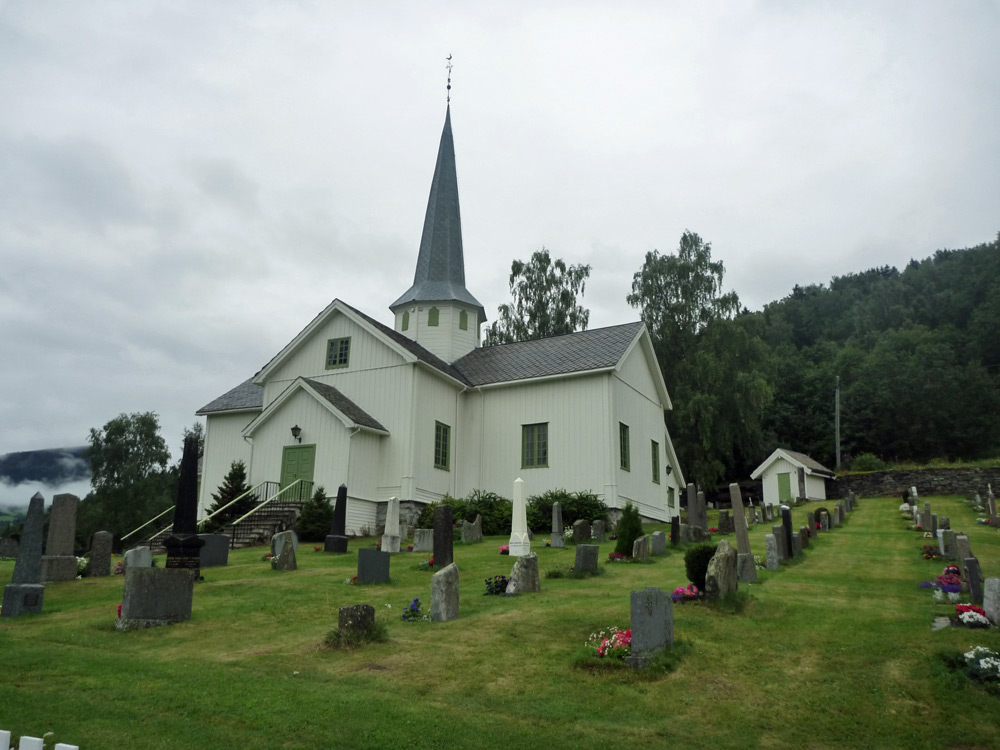
Øyers kyrka.